# Saculeva
Saculeva es el nombre de una embarcación griega de dos palos y muy ligera.
La saculeva es tina y alterosa de popa y proa. Su arboladura consiste en un palo colocado verticalmenle en el tercio de su eslora a partir de la roda. En él se guinda un mastelero de gavia que sirve también de mastelero de juanete y que está sujeto por una cuña a las crucetas del palo inferior. El palo mesana tiene caída a popa y está colocado en el coronamiento. En él larga una vela triangular. La vela principal de la saculeva es trapezoidal y tan grande que parece que su uso debía ser sumamente peligroso. Añaden en el palo mayor una gavia, un juanete y a veces una vela de fortuna.